# Хаггинс, Чарлз Брентон
Чарлз Брентон Ха́ггинс (англ. Charles Brenton Huggins; 22 сентября 1901, Галифакс — 12 января 1997, Чикаго) — американский физиолог и онколог канадского происхождения, лауреат Нобелевской премии по физиологии и медицине в 1966 году «за открытия, касающиеся гормонального лечения рака предстательной железы». Разделил премию с Пейтоном Роусом, награждённым «за открытие онкогенных вирусов».
Член Национальной академии наук США (1949).

## Награды и признание
- 1947 — Amory Prize[нем.]
- 1963 — Премия Ласкера — Дебейки за клинические медицинские исследования
- 1966 — Международная премия Гайрднера
- 1985 — Медаль Бенджамина Франклина[нем.]
- 2003 — Введён в Канадский зал медицинской славы[англ.][4]